# Zum steinernen Tisch

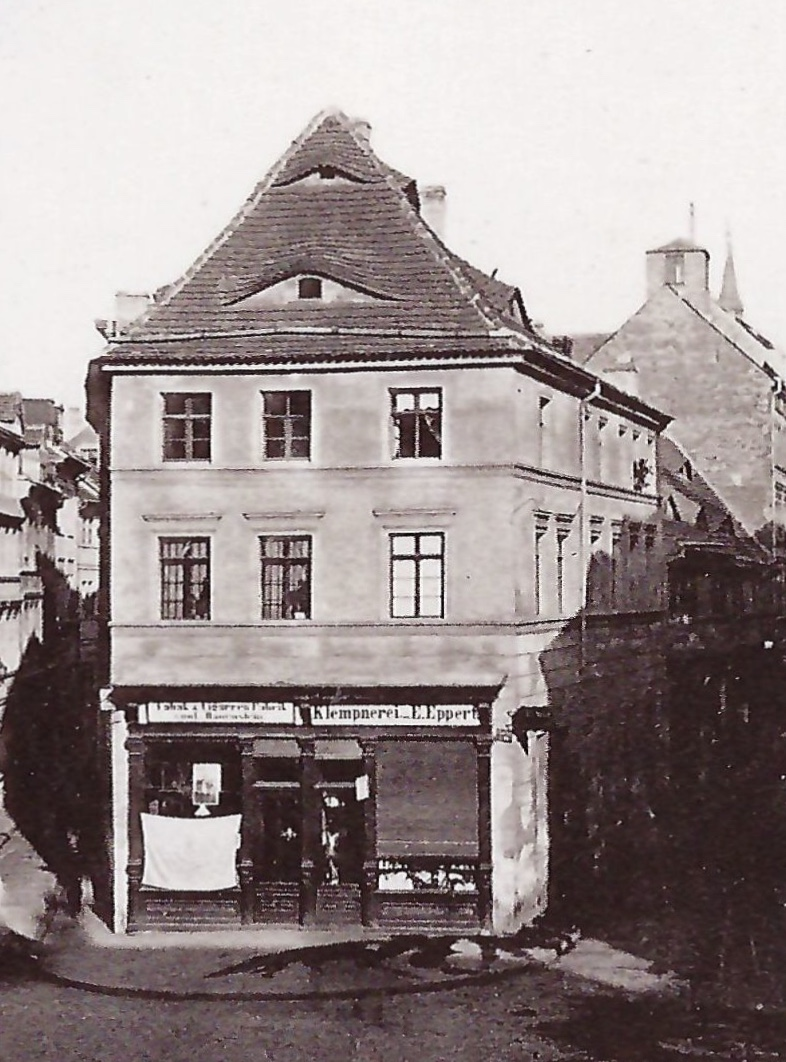
Haus Zum steinernen Tisch, vor 1890

Das Haus Zum steinernen Tisch war ein historisches Wohn- und Geschäftshaus in Magdeburg im heutigen Sachsen-Anhalt.

## Lage
Das Gebäude befand sich in der Magdeburger Altstadt, etwas zurückgesetzt auf der Ostseite des Breiten Wegs, an der Adresse Breiter Weg 94. Unmittelbar nördlich und südlich des Hauses mündeten, in einem spitzen Winkel zueinander, die Kleine und Große Steinernetischstraße auf den Breiten Weg. Auf der anderen Seite der Großen Steinernentischstraße befand sich das Haus Zum Regenbogen.
Heute befindet sich am ehemaligen Standort des Gebäudes ungefähr die Einmündung der Großen Steinernentischstraße auf den Breiten Weg.

## Geschichte und Architektur
Der Name des Hauses geht nach einer mündlichen Überlieferung auf einen Steinernen Tisch zurück, der hier wohl noch im 19. Jahrhundert gestanden hatte. Dabei könnte es sich um eine Dingstätte gehandelt haben, die dann aber schon auf die Zeit vor 1236 zurückgehen müsste, als dieser Bereich in die Stadt Magdeburg einbezogen wurde. Auch der etwas hinter die sonstige Fluchtlinie des Breiten Wegs zurück gesetzte Standort des Hauses könnte dafür sprechen, dass sich vor dem Haus ein solcher Steinerner Tisch befand.
Vor 1631 gehörte das als Brauhaus und Ackerhof geführte Grundstück den Erben von Hermann Keyser. Sein Sohn Hans erbte letztlich das wohl in Folge der Zerstörung Magdeburgs 1631 leere Grundstück und verkaufte es 1650 für 500 Taler an den Brauer Michael Pribus. Pribus bebaute das Grundstück bis 1657 neu und hatte es bis 1672 in Besitz. Er wurde bis 1680 von seinem Schwiegersohn (Eidam) dem Advokaten und späteren Bürgermeister Friedrich Krüger beerbt. Krüger blieb bis zu seinem Tod 1718 Eigentümer. Ihm folgt bis 1763 die Witwe des Bürgermeisters Johann Meyer nach.
1803 und 1845 wurde ein Gehrmann als Eigentümer geführt. 1870 wurde ein Bäckermeister Steinbrecht genannt.

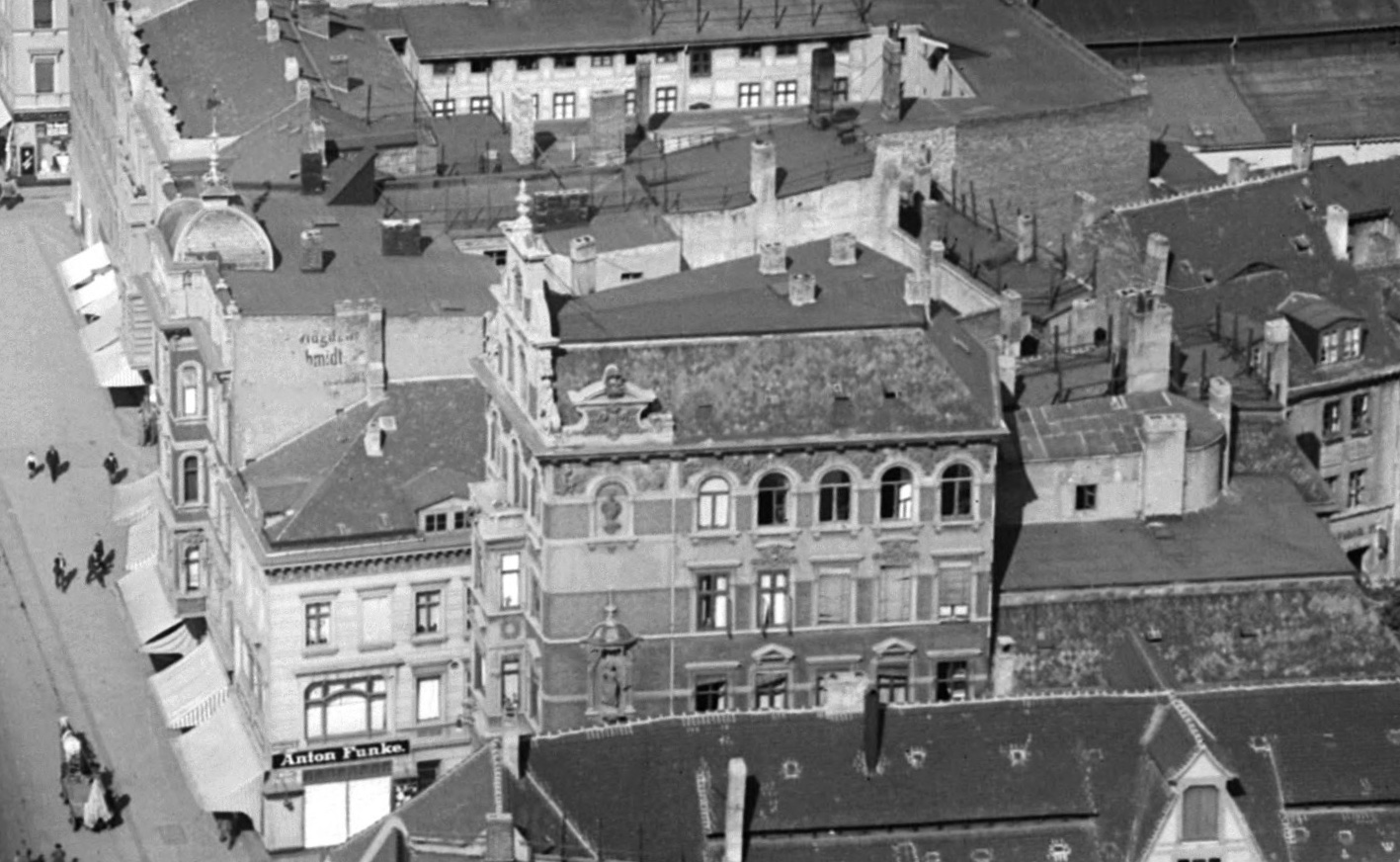
Luftbild, Blick von Süden, 1929

Die östlich, dem Breiten Weg zugewandte Fassade des dreigeschossige Hauses war dreiachsig angelegt. Der Bau wurde abgerissen und 1890 durch ein neues fünfgeschossiges Haus mit annähernd dreieckigen Grundriss ersetzt. Als Bauherr wurde für das damals unter der Adresse Große Steinernetischstraße 20 geführte Gebäude der Kaufmann Paul Petzold genannt. Die Fassade zum Breiten Weg war wiederum lediglich dreiachsig ausgeführt. Der mittleren Achse war vom ersten bis dritten Obergeschoss ein Erker vorgelagert. Bekrönt wurde die Seite von einem aufwendig gestalteten zweigeschossigen geschweiften Giebel. Die Gestaltung dieser Fassadenseite erinnerte die Leute an die Oberseite eines Sargs, so dass der Neubau im Volksmund als Sargdeckel bezeichnet wurde.
Das Gebäude gehörte bis 1945 den Gebrüdern A. und W. Allendorf, die in Schönebeck (Elbe) die Kaiserbrauerei betrieben. Im Vorderhaus bestand eine Gaststätte, in einem Nebenhaus eine Stehbierhalle. Im Jahr 1914 war im Haus das Grand Café Royal eingerichtet, 1932 die Gaststätte Barberina. In ihr wurden Damen-Ring- und Boxkämpfe durchgeführt. In späterer Zeit befand sich hier die Gaststätte Zentrum.
Während des Zweiten Weltkriegs wurde das Haus 1945 zerstört und nicht wieder aufgebaut.